# 조지훈 (희극인)
조지훈( 본래 1976년 1월 29일 음력 1975년 12월 ~ )은 대한민국의 희극 배우이다. 
- 2004년 1월 북아메리카 미국으로 이민 하여 미국 마이애미 연극배우 데뷔하였다.
- 2005년 아시아 대한민국 대전광역시로 돌 아 온뒤 2005년 KBS 20기 공채 개그맨을 통해 데뷔, 《개그콘서트》-〈옹박〉코너를 통해 얼굴을 알렸다.

## 학력
- 부천대학 경영학 (1994년)

## 연기 활동

### 방송
- KBS2《개그콘서트》
  - 〈사마귀유치원〉 쌍칼 역
  - 〈봉숭아학당〉 (2005년, 2011년)
  - 〈싸이코〉
  - 〈주먹이운다〉
  - 〈이태원 밴드〉
  - 〈굳세어라 조기자〉 조기자 역
  - 〈어르신〉 할아버지 역
  - 〈애니뭘〉 강아지 역 → 조봉구 역

- KBS 2《해피선데이》〈남자의 자격〉
  - 남자 그리고 송년의 밤
- KBS 2《위기탈출 넘버원》〈산업S(SEXY)파일〉

### 영화
- 《상사부일체》(2007)
- 《토르: 마법망치의 전설》(2012) - 트림

### 앨범
- 《루돌프 사슴코는 이뻐》
- 《어마어마》(Single)

## 유행어
- 열라 뽕따이 (봉숭아학당)
- 내가 왕년엔 어마어마했거든~ (봉숭아학당)
- 사실 사람을 누가 못 웃겨~ ○○○ 웃겨봤어?(봉숭아학당)
- 이뻐~ (사마귀 유치원)
- 우와~ (사마귀 유치원)
- 봉쥬르~! 반가워요! 아직도 나의 이름을 모르나요? 나의 이름은 조르주아 봉부르~ (애니뭘)

## 같이 보기
- 최효종
- 정범균
- 박성호
- 박소영
- 홍나영